# 國際電腦對局協會
國際電腦對局協會（英語：International Computer Games Association，簡稱），前身為於1977年由一群電腦西洋棋程式設計師所成立之國際電腦西洋棋協會（英語：International Computer Chess Association，簡稱），旨在舉辦以電腦程式為對象的錦標賽，並透過ICCA期刊來促進技術知識的分享。
於2002年更名為現稱，現藉由舉辦奧林匹亞電腦遊戲程式競賽、世界電腦國際象棋錦標賽以及國際電腦遊戲會議（International Conference on Computers and Games），來更廣泛的促進電腦遊戲及遊戲人工智慧社群的發展。ICGA同時也發行季刊，即ICGA期刊，並與世界各地的電腦科學、商業及遊戲組織保持良好的關係。ICGA現由大衛·李維（David Levy）所領導。

## 外部連結
- 官方网站 （英文）